# Joey Lauren Adams
Joey Lauren Adams (North Little Rock, Arkansas, 9 de gener de 1968) és una actriu de cinema i televisió, directora i guionista estatunidenca, que va créixer a la localitat de Sherwood (Arkansas). És coneguda principalment per aparèixer a les pel·lícules del director Kevin Smith. És coneguda per la seva inconfusible veu ronca i la seva interpretació d'Alyssa Jones, la protagonista de Chasing Amy, li va valer la nominació al Globus d'Or a la millor actriu musical o còmica.

## Biografia
Adams va néixer a North Little Rock (estat d'Arkansas). El seu pare era amo d'un magatzem de fusta. Adams va ser la menor de tres fills. Es va graduar en la Ole Main High School el 1986. Va anunciar la seva intenció de dedicar-se a l'actuació després d'un any d'intercanvi d'estudiants a Austràlia.
Va començar la seva carrera cinematogràfica el 1977 amb un petit paper en L'exorcista II: l'heretge. El 1991 va aparèixer en l'episodi 100 de Casats... amb fills, anomenat «Top of the Heap» i posteriorment va actuar en el seu spin-off de breu durada. El 1993, Adams va aconseguir el seu primer paper important com Simone en Dazed and confused, de Richard Linklater. El mateix any, va aparèixer en Saturday Night Live la pel·lícula spin-off de Coneheads com una de les amigues de Connie Conehead.
La seva filmografia principal inclou títols com Coneheads (1993), Dazed and Confused (1993), Sleep with Me (1994), Mallrats (1995), Michael (1996), Chasing Amy (1997), Joc perillós (2001), Dr. Dolittle 2 (2001), Jay and Silent Bob Strike Back (2001), Beeper (2002) i The Break-Up (2006). El 2006 va escriure i dirigir la pel·lícula Come Early Morning, amb Ashley Judd i Jeffrey Donovan.
Dos anys més tard, Adams va aparèixer en Mallrats, escrita i dirigida per Kevin Smith. Els dos van començar a sortir durant la posproducció de la pel·lícula, i la seva relació va ser la inspiració per a la següent pel·lícula de Smith. Mentrestant, el 1996, mentre Smith estava acabant el guió de Perseguint a Amy, va ser triada per a un paper en la comèdia slapstick Bio-Domi, dirigida per Jason Bloom. Adams va interpretar el paper de Monique, la promesa de Bud Macintosh (Pauly Shore).
El 1997, Smith va contractar a Adams per a la pel·lícula Chasing Amy, en el paper principal de Alyssa Jones, una lesbiana que s'enamora d'un home, interpretat per Ben Affleck. A més del seu treball en la pel·lícula, Adams va escriure i va interpretar la cançó Alive per a la banda sonora de la pel·lícula.
L'actuació d'Adams en Perseguint a Amy li va suposar guanyar el premi Chicago Film Critics 1997 i el premi Las Vegas Film Critics Society per l'actriu més prometedora, i una nominació al Globus d'Or a la millor actriu musical o còmica. A partir d'aquí, Adams va ser contractada per representar el paper femení principal en la següent pel·lícula de Smith, Dogma, però finalment Linda Fiorentino va aconseguir aquest paper.
No obstant això, més tard faria aparicions breus en altres dos projectes de Smith: Jay and Silent Bob strike back i el curt d'animació Clerks: The Lost Scene. En aquestes dues aparicions, Adams va tornar a interpretar el paper de Alyssa Jones.
El 2005, va tenir un paper com convidat en un episodi de la sèrie de televisió Veronica Mars. També el 2006, Adams va debutar com a directora amb Come early morning, protagonitzada per Ashley Judd, Jeffrey Donovan, Diane Ladd, Tim Blake Nelson i Laura Prepon. La pel·lícula, filmada a Little Rock (Arkansas), va ser seleccionada per al Festival de Cinema de Sundance de 2006.
El 2006, va rebre amb Lian Lunson i Nicole Holofcener, el premi Women in Film Dorothy Arzner Directors. El 24 de novembre de 2009, Interscope Records la va llançar com a directora per un video musical titulat Belle of the boulevard, de Dashboard Confessional. Adams va tornar a la televisió el març de 2010, en la sèrie The United States of Tara, del canal Showtime. Va aparèixer en sis episodis com a Pammy, una cambrera que s'enamora de Buck, una de les personalitats alternatives del caràcter del títol.
Algunes especulacions deien que el seu agut to de veu va obstaculitzar la seva carrera com a estrella a Hollywood, i va comentar: «No és una veu normal, no s'ajusta a les idees preconcebudes de la gent sobre com ha de sonar una veu de dona... La meva mamà no creu que tingui una veu poc comuna, no obstant això. Estic segura que em va ajudar a aconseguir alguns papers.
Un crític de cinema es va referir a la seva veu com un «gatet sexual que va aspirar heli».
Un altre va dir que si els espectadors estimaven o odiaven la seva veu, és perquè tenia el «potencial d'hipnotitzar».
El 1988 es va traslladar a Hollywood. Actualment viu a Oxford (Mississipi).

## Filmografia
- 1993: Coneheads
- 1993: Dazed and confused
- 1993: The program
- 1994: The pros & cons of breathing
- 1994: Sleep with Me
- 1994: La síndrome de Madison Heights (S.F.W.)
- 1995: Mallrats
- 1996: Drawing flies
- 1996: Bio-Domi
- 1996: Michael
- 1997: Chasing Amy (també va compondre i va interpretar en la pel·lícula la cançó «Alive»)
- 1998: A cool, dry place
- 1999: Emergency room 2
- 1999: Un pare genial (Big Daddy)
- 2000: Bruno (llançada en video amb el nom Dress Code)
- 2000: Beautiful
- 2001: Harvard man
- 2001: Dr. Dolittle 2 (veu)
- 2001: Reaching normal
- 2001: In the shadows
- 2001: Jay i Bob el Silenciós contraataquen (cameo)
- 2002: Grand champion
- 2002: Beeper
- 2003: The big empty
- 2004: The gunman
- 2004: Clerks: the lost scene (solament veu)
- 2006: Bunny whipped
- 2006: The break-up
- 2006: Come early morning (guionista i director).
- 2008: Trucker
- 2009: ExTerminators
- 2009: Endure
- 2010: Art Machine